# Cadaver (groupe)
Pour les articles homonymes, voir Cadaver.
Cadaver est un groupe de death metal technique norvégien, originaire de Råde. Ce groupe était actif entre 1988 et 2004, mis à part la période 1993-2000 ou le groupe était alors officiellement séparé. Lors de sa première période active, le groupe a enregistré deux albums studio et quatre démos. Pendant la seconde période, le groupe a enregistré une démo, deux albums studio et un album live, sous le nom de Cadaver Inc., avant une seconde séparation, définitive cette fois.

## Biographie
Le groupe est formé au cours de l'année 1988 à Råde, en Norvège, par le chanteur, Ole Bjerkebakke (qui quittera le groupe lors de sa première séparation, en 1993). Cadaver sort alors quatre démos en deux ans avant de sortir son premier album studio, Hallucinating Anxiety, qui va les faire connaître sur la scène metal. Cadaver est l'un des premiers groupes de metal norvégien à sortir un album. Après avoir sorti leur deuxième album, intitulé ...In Pains, le groupe arrête la musique pendant huit années.
Pendant l'année 1999, Cadaver se reforme, avec une formation complètement différente : seul le bassiste est resté dans le groupe et a occupé durant la seconde période le poste de guitariste. Le nouveau chanteur/bassiste est Apollyon, qui était à l'époque membre du groupe de black metal Immortal, Neddo va prendre le rôle de second guitariste et le nouveau batteur est Czral Cependant, le nom du groupe change légèrement : désormais, il s'appelle Cadaver Inc.. En avril 2002, le groupe est en écriture de son album, et annonce son entrée en studio d'enregistrement en septembre ou octobre pour une sortie en mars 2003 au label Earache Records. 
Au cours de l'année 2004, Cadaver Inc. arrête définitivement la musique, peu de temps après avoir sorti son dernier album studio, Necrosis.

## Style musical
Leur musique et leur paroles sont très brutales, comme pour de nombreux groupes appartenant au genre death metal. Le son des guitares est très lourd, donnant une ambiance glauque, malsaine à la musique. Les thèmes principaux du groupe sont la mort, la violence et quelquefois le satanisme (notamment dans leur titre : Decomposed Metal Skin, extrait de leur album Necrosis, où le chanteur répète plusieurs fois Jesus is Dead). Cependant, vers la fin de la carrière du groupe, les membres vont ajouter quelques éléments black metal à Cadaver Inc., principalement Apollyon. Le dernier album du groupe, Necrosis, aura donc un son plutôt blackened death metal.

## Membres

### Derniers membres
- Anders Odden - guitare
- Dirk Verbeuren - batterie

### Anciens membres
- Apollyon - chant, basse
- L.J. Balvaz (Lasse Johansen) - guitare, basse
- Czral (Carl-Michael Eide) - batterie
- Ole Bjerkebakke- batterie, chant
- René Jansen - basse
- Eilert Solstad - basse
- Espen Sollum - guitare

## Discographie
- 1988 : Into the Outside (démo)
- 1989 : Abnormal Deformity (démo)
- 1989 : Sunset at Dawn (démo)
- 1990 : Demo 2 (démo)
- 1990 : Hallucinating Anxiety
- 1992 : ...In Pains
- 2000 : Primal
- 2001 : Discipline
- 2001 : Live Inferno
- 2004 : Necrosis